# Kodasoge, Gundlupet
Kodasoge là một làng thuộc tehsil Gundlupet, huyện Chamarajanagar, bang Karnataka, Ấn Độ.